# Oscar Berchmans
Pour les articles homonymes, voir Berchmans.
Oscar Berchmans, né en 1869 à Liège et mort en 1950 à Spa, est un sculpteur belge. Il est également professeur de 1919 à 1934 à l'Académie royale des beaux-arts de Liège.

## Biographie
Il est le fils du peintre Émile-Édouard Berchmans (1843-1914), frère du peintre Émile Berchmans (1867-1947), neveu de Henri Berchmans (1856-1911), et cousin de Jules Berchmans (1883-1951),,,,,.
Formé dans l'atelier de son père, à l'Académie royale des beaux-arts de Liège auprès de Prosper Drion, Jean Herman et Adrien de Witte (1884), puis apprenti à Bruxelles dans l’atelier des sculpteurs Léon Mignon et Paul De Vigne (1892), Oscar Berchmans réalise la plus grande partie de sa carrière à Liège,,,.
À partir de 1895, il participe à la décoration de nombreuses maisons particulières de style art nouveau à Liège ; il prend part aussi à des expositions. Ses décorations de maisons particulières s’accordent aux projets des architectes Victor Rogister et Paul Jaspar ; et il y travaille avec son frère Émile Berchmans ou ses amis Auguste Donnay, Armand Rassenfosse et Gustave Serrurier-Bovy,,. Il reçoit également de nombreuses commandes officielles et est l'auteur de plusieurs œuvres monumentales pour des bâtiments publics,.
Il expose au Cercle des Beaux-Arts de Liège de 1895 à 1905. Nommé professeur à l'Académie des beaux-arts de Liège en 1919,, il y enseigne la sculpture jusqu'en 1934,,,. Il expose une sculpture, La honte, lors de l'Exposition internationale des Beaux-Arts qui a lieu durant l'Exposition universelle de Liège de 1905. En 1938, le buste qu'il a réalisé de l’artiste Adrien de Witte est inauguré par le bourgmestre de Liège Xavier Neujean dans le parc de la Boverie,. Bien que pensionné, il reprend brièvement du service à l'Académie des beaux-arts en 1942-1943 en tant que professeur de sculpture. Il est remplacé par Raymond Scuvée.
Décédé en 1950, il est inhumé au Cimetière de Robermont à Liège,.

## Œuvre

### Sculptures monumentales
- 1905 : Bas-reliefs allégoriques du Palais des Beaux-Arts pour l'Exposition universelle de Liège, au parc de la Boverie.
- 1906 : Mémorial Léon Mignon, sur la façade de l'école d'armurerie de Liège, rue Léon Mignon[1],[5],[18],[19].
- 1907 : Buste du peintre Léon Philippet, au parc de la Boverie, à Liège[18].
- 1908 : Monument à Hortense Montefiore-Bischoffsheim, avenue Montefiore, à Esneux[20].
- 1911 : Monument Montefiore-Levi, degrés des Dentellières, à Liège[21].
- 1912 : Monument Hubert et Mathieu Goffin à Ans[22],[18].
- 1925 : Monument commémoratif de l’entre-deux-guerres à Bressoux[23].
- 1926 : Sacré-Cœur de Dison[24].
- 1930 : Fronton de l'Opéra royal de Wallonie[5],[6],[25].
- 1931 : Monument Joseph Wauters à Waremme[26].
- 1938 : Buste d'Adrien de Witte au parc de la Boverie[15].
- 1948 : Statue de la Vierge sur la façade de l'église Saint-Remacle, à Liège.

### Décorations de maisons Art nouveau
- 1898 : Maison Comblen : sgraffite les Fileuses et intérieur.
- 1904 : Maison Piot : sculptures[27].
- 1908 : Maison Pieper : sculptures[28] ; Maison Remouchamps : bas-reliefs.

### Catalogue et musées
Des œuvres d'Oscar Berchmans sont présentes dans les collections de La Boverie,,.

### Galerie

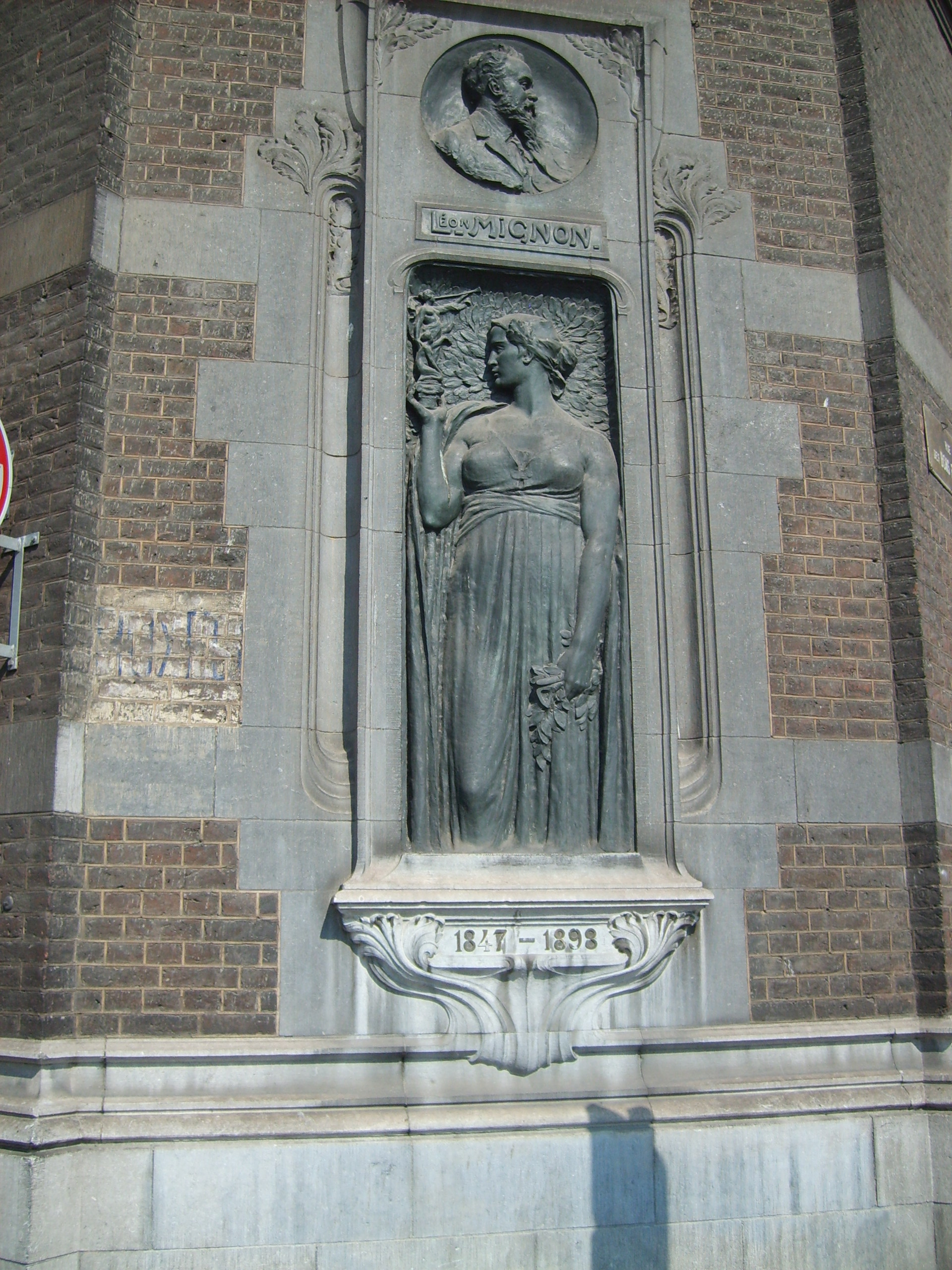
Monument Léon Mignon (1906)
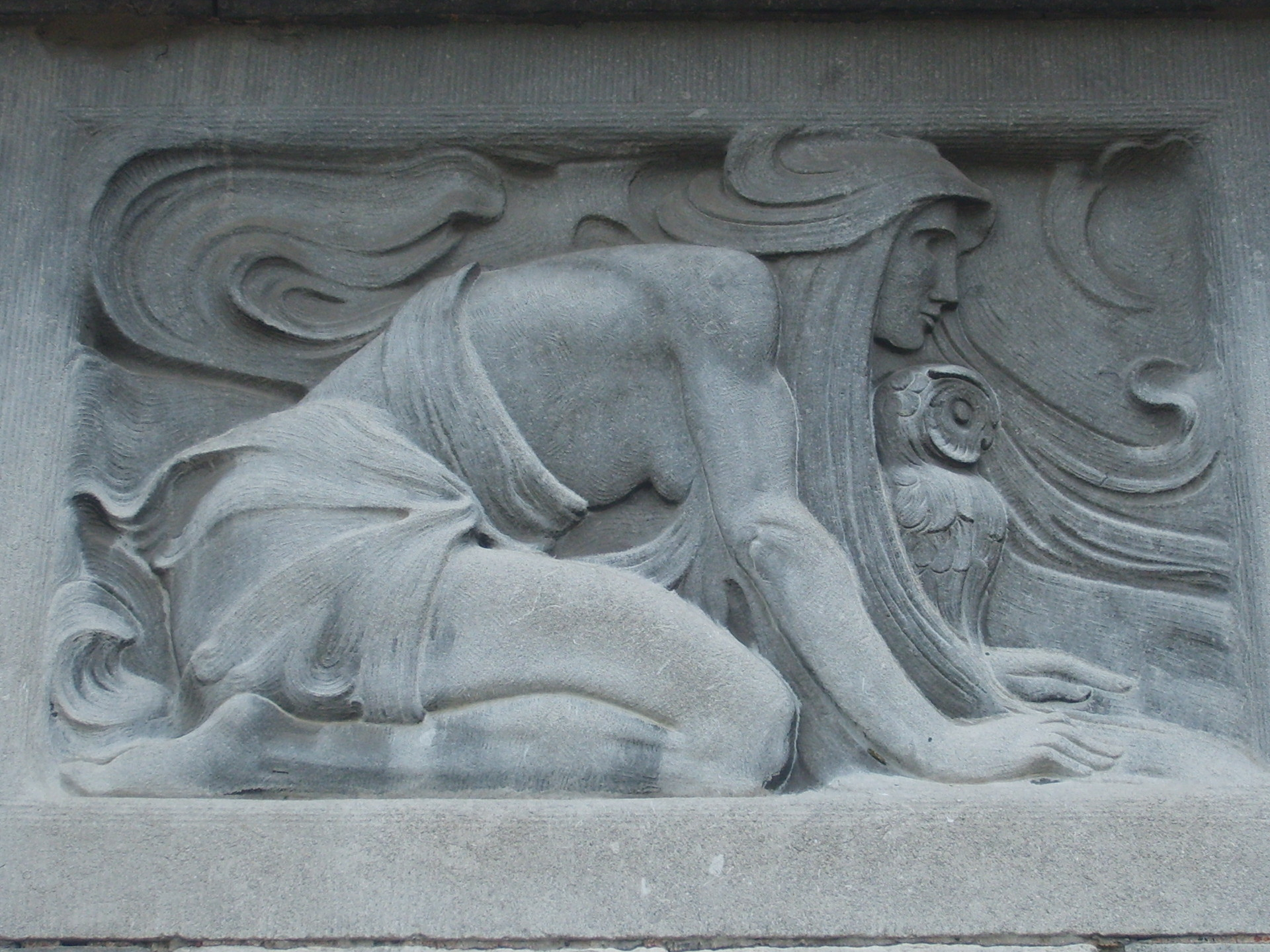
Relief de la Maison Pieper (1908)
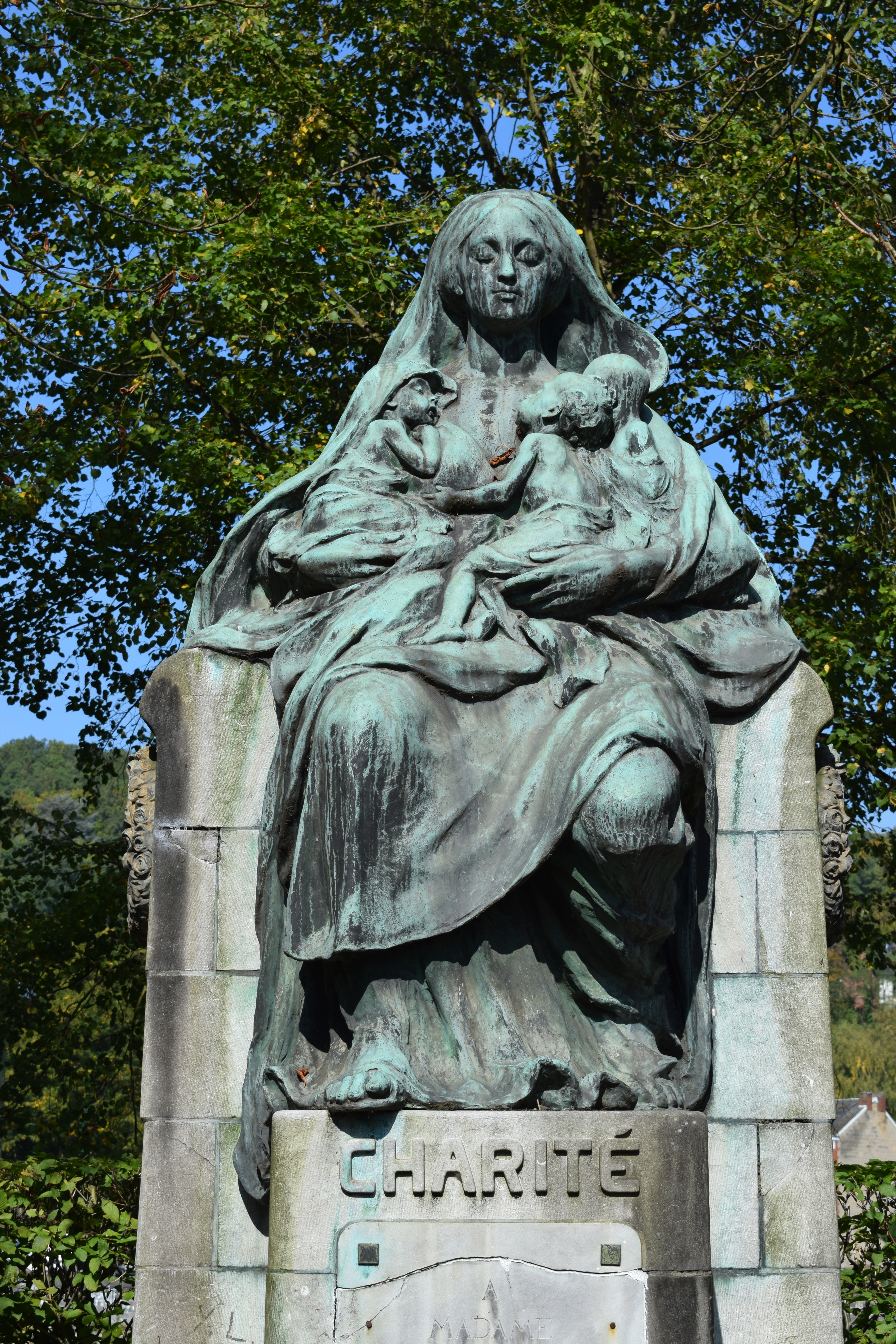
Monument Hortense Montefiore-Bischoffsheim (1908)
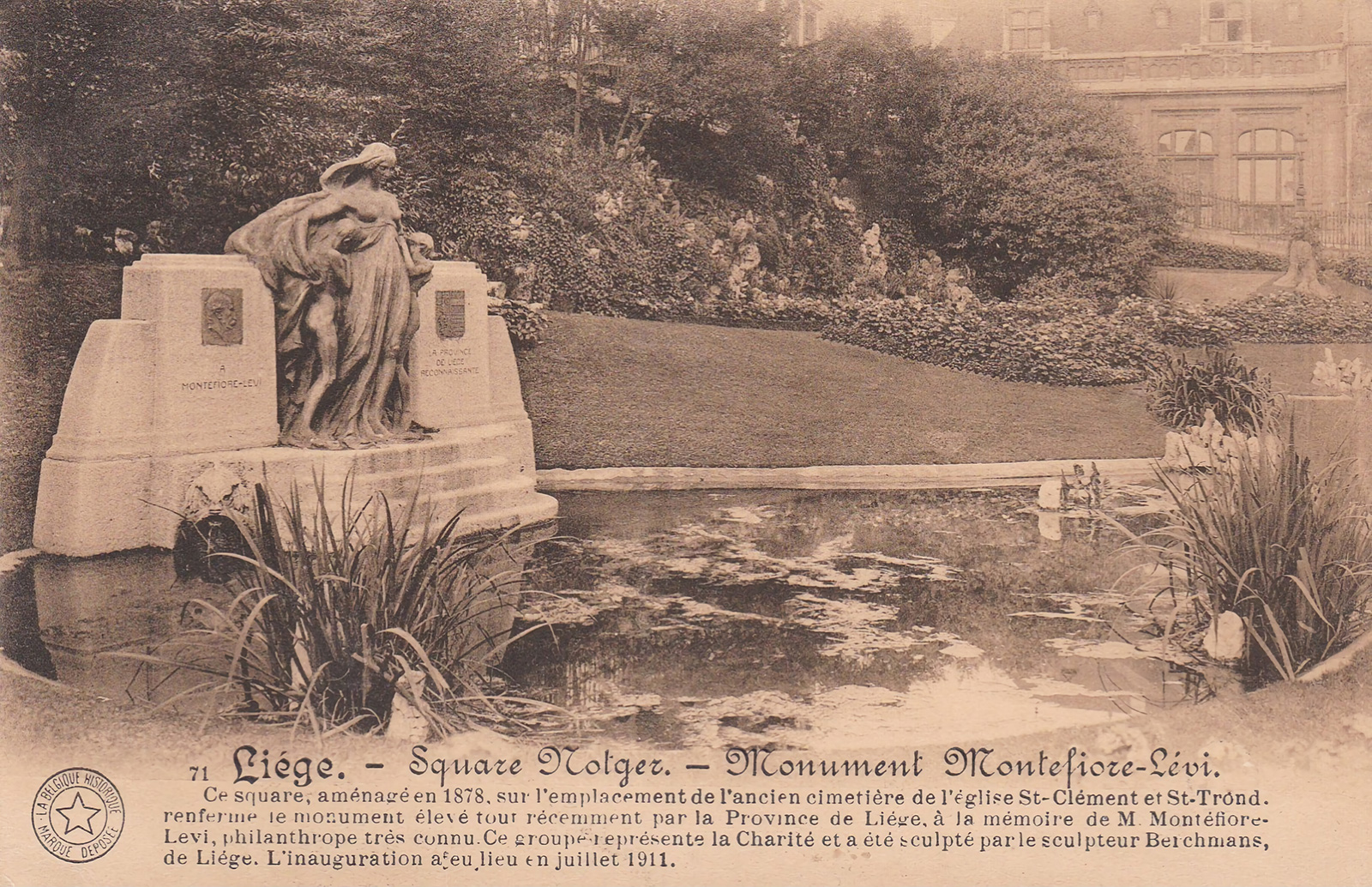
Monument Montefiore-Levi (1911)
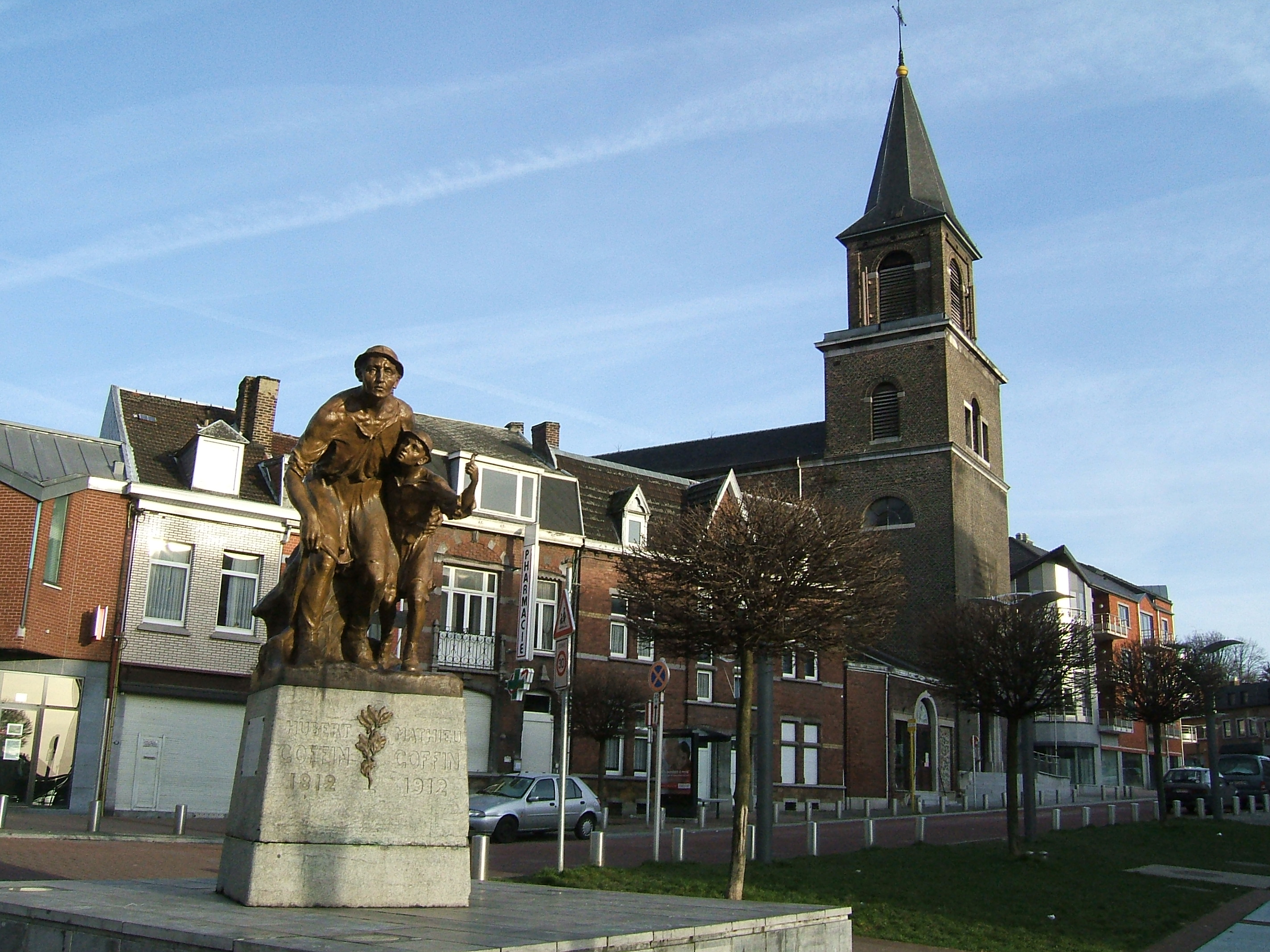
Monument Hubert et Mathieu Goffin à Ans (1912)
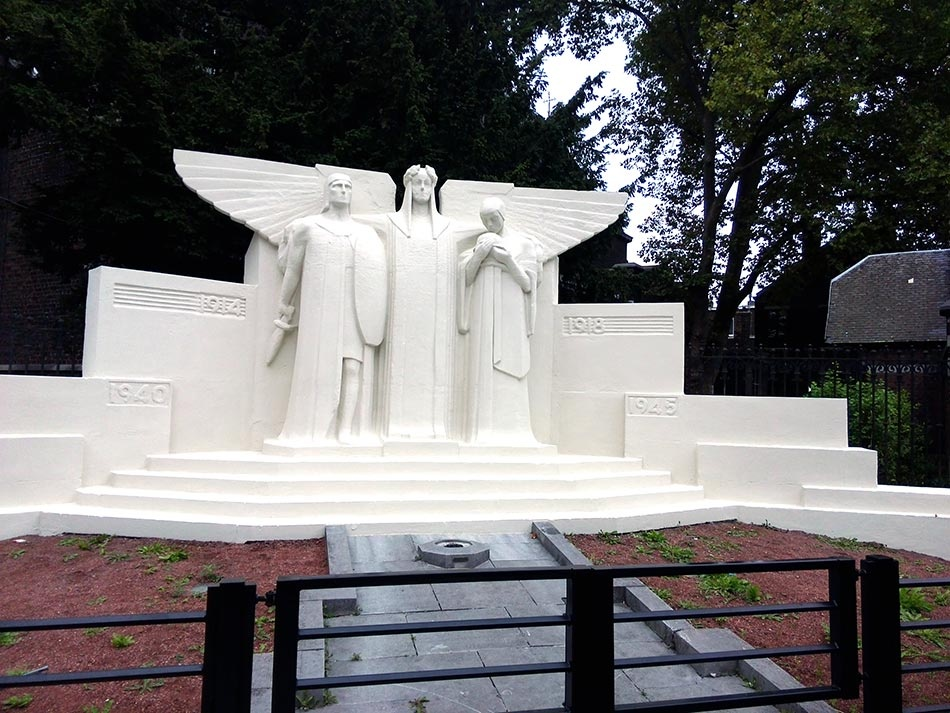
Monument commémoratif de l’entre-deux-guerres à Bressoux (1925)
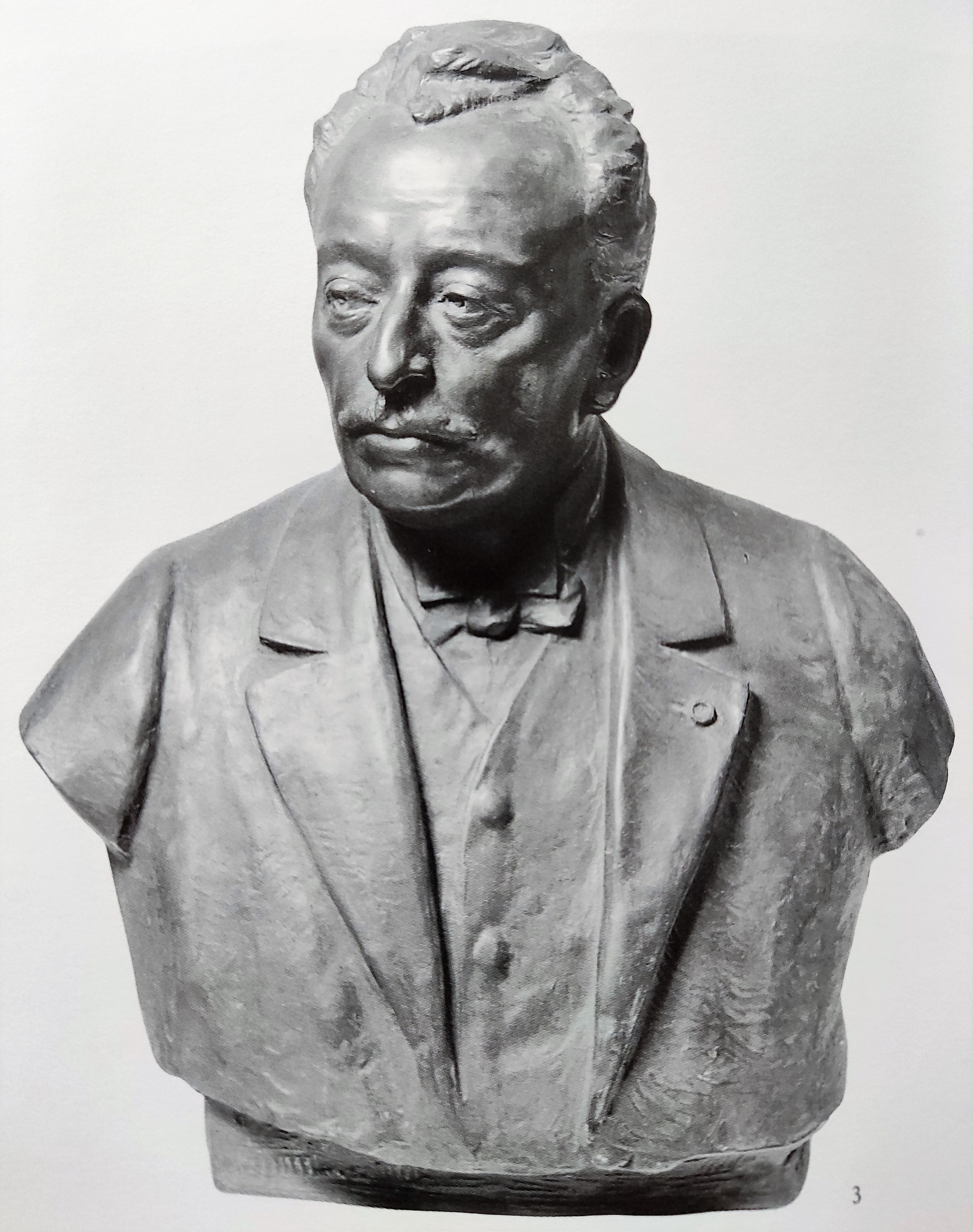
Buste d'Olympe Gilbart, Bronze, 66 x 54 x 31 cm, 1927, Liège, Musée de l'Art wallon (La Boverie)

## Élèves
- Toussaint Renson (1898-1986)

## Expositions
Il expose au Cercle royal des Beaux-Arts de Liège de 1895 à 1905,.
- 1892 : XXXVe Exposition triennale - Salon de Gand, du 21 août au 10 octobre, casino de Gand, Gand (il y expose un buste)[30].
- 1903 : Salon de Bruxelles, du 5 septembre au 2 novembre, hall du Palais du Cinquantenaire, Bruxelles (il y expose une statuette en plâtre)[31].
- 1905 : Exposition internationale des Beaux-Arts, du 27 avril au 6 novembre, enceinte de l'Exposition universelle de Liège de 1905, Liège[13].
- 1906 : Exposition universelle de Milan, du 28 avril au 11 novembre, Parco Sempione, Milan[32].
- 1907 : Salon de Bruxelles, du 28 août au 10 novembre, hall du Palais du Cinquantenaire, Bruxelles (il y expose une frise décorative en staff pour un intérieur de Léon Sneyers)[33].
- 1933 : Le Visage de Liège, du 23 septembre au 23 octobre, Palais des Beaux-Arts, Liège[34].
- 1936 : Salon quadriennal de Belgique, du 16 mai au 15 juin, Palais des Beaux-Arts, Liège[34].
- 1964 : 125e anniversaire de l'Académie royale des Beaux‑Arts, du 11 avril au 10 mai, Musée des Beaux-Arts, Liège[14].
- 1992 : Le Cercle royal des Beaux-Arts de Liège 1892-1992, du 18 septembre au 20 avril 1993, Cercle royal des Beaux-Arts, Liège[3].

## Prix et distinctions
1906 : grand prix à l'Exposition universelle de Milan.

## Réception critique
« Il (Oscar Berchmans) a le souci des belles lignes, mais il a aussi le souci de la couleur si l'on peut s'exprimer ainsi à propos de sculpture, c'est-à-dire qu'il excelle à répandre la lumière sur ses masses, à la distribuer d'une façon harmonieuse, à la projeter sur la partie expressive. Dans les nombreux bustes qu'il signa, la psychologie du personnage est toujours sensible à travers les traits qui rendent la vie. L'artiste est d'une conscience rare. Jamais il ne perd de vue le moindre aspect d'une œuvre, même mineure, et c'est ce qui confère à chacune de ses productions un sens architectural qui fait parfois défaut à d'autres de ses confrères. »

— Maurice Des Ombiaux